# セク・トゥーレ

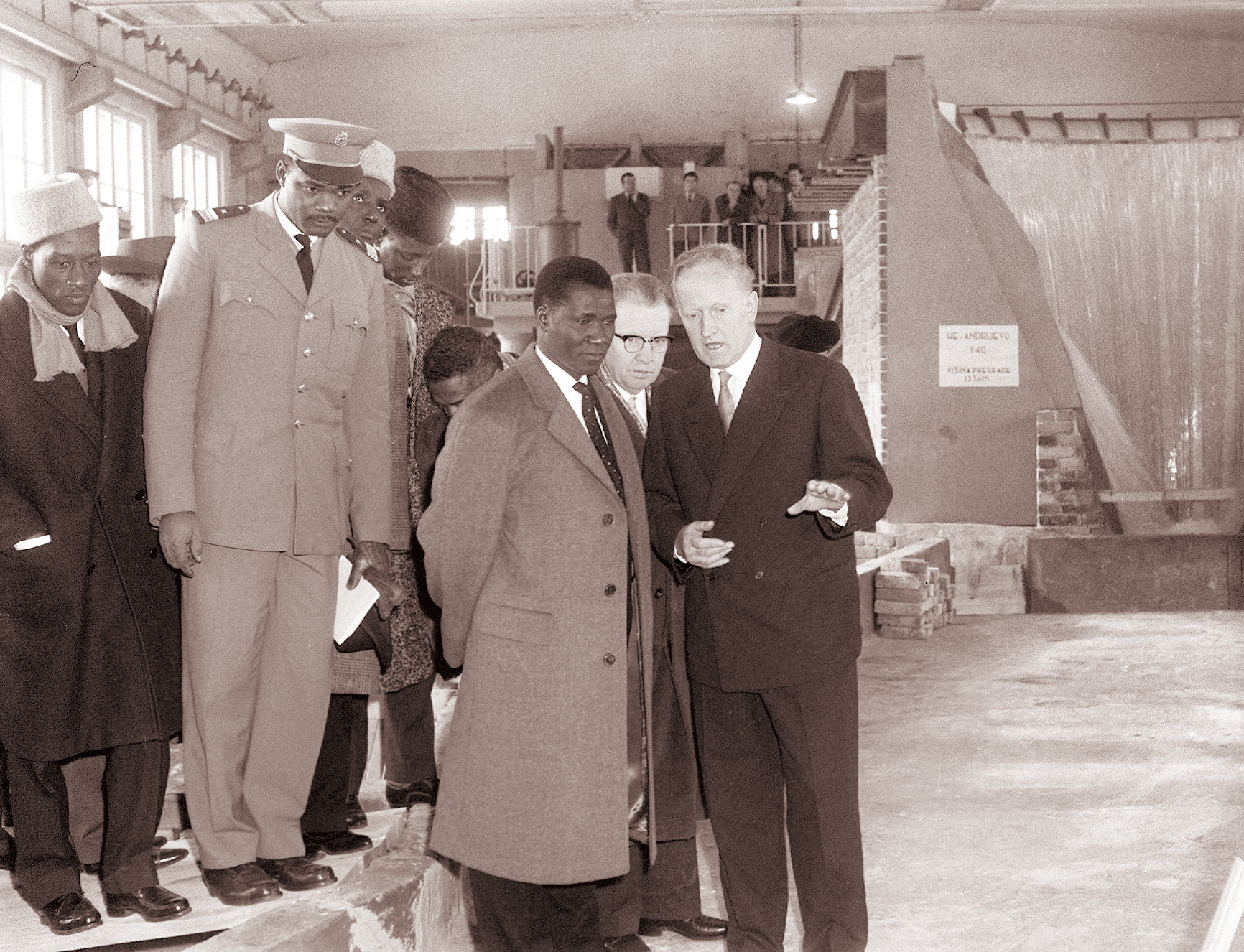
スロベニアを訪問中のセク・トゥーレ。1961年、撮影。

アフメド・セク・トゥーレ（フランス語: Ahmed Sékou Touré, 1922年1月9日 - 1984年3月26日）は、フランスから独立したギニア共和国の初代大統領（1958年 - 1984年）。植民地支配に抵抗した国民的英雄サモリ・トゥーレの曽孫。

## 生涯
ファラナのマリンケ族に生まれ、郵便労働者として労働組合を基盤に政治に進出し1952年にギニア民主党（PDG）の書記長に就任。1953年にゼネストを指導して影響力を拡大し1956年にフランス国民議会議員に選出された。
1958年のフランス第五共和政憲法のもとの住民投票で、他の植民地がフランス共同体内の自治共和国となった中で、唯一完全独立を選んだ。このときトゥーレは、「隷属の下での豊かさよりも、自由のもとでの貧困を選ぶ」と言ったといわれる。しかし、フランスはギニアの完全独立を認めることと引き換えに一切の援助を打ち切り、それまで植民地行政官として働いていた白人たちも一切合切をフランス本国に持ち帰った（書類どころか事務机まで持ち去ったという）。
そのためギニアの行政・経済は独立の瞬間に麻痺状態となったため、トゥーレはソ連と手を結ぶ社会主義路線でこの難局を切り抜けようとした。さらにガーナのクワメ・エンクルマとともにアフリカ諸国連合も結成した。1967年からは中華人民共和国に接近して人民公社の影響を受けた地方組織が作られ、中国の協力でギニア人民宮殿なども建設された。同時に政敵および人権論者の抑圧を行ったため、1977年に物資の不足などから暴動が起こり、国内経済を自由化するも経済の不振は続いた。
独立時から独裁政治を行い、その統治下においては密告や政治犯の粛清が横行し、恐怖政治の様相を呈した。アフリカ統一機構初代事務総長であるディアロ・テリなど、反体制派とみなされた者は首都コナクリ近郊の政治犯収容所、キャンプ・ボワロに送られ、食事を与えられないまま餓死させられるなどして虐殺された。当時、ギニア人口500万人のうち、200万人がセネガルやコートジボワールなど近隣諸国に脱出したといわれている。
また、自身と同じマリンケ族を優遇し、フラニ族など少数派を迫害した。そのため、さらに不満は増大し、1984年にトゥーレが心臓疾患により療養先のアメリカ合衆国・クリーブランドで死亡すると、すぐさま軍のランサナ・コンテが蜂起し、無血で政権を奪取。コンテはただちに1000人の政治犯を解放した。
トゥーレは首都コナクリのコナクリグランドモスク内の霊廟に埋葬されている。1999年に中国の援助で建設されたギニア大統領府にはセク・トゥーレの名前がつけられた。
2021年10月、1971年10月の虐殺の50周年を記念して、セク・トゥーレ政権下で処刑された70人のギニア人の親族が、ママディ・ドゥンブヤ大統領に犠牲者の名誉回復と威厳のある埋葬を求めた。